# 祝鑾
祝鑾（1482年—？），字鳴和，號篁溪，直隸太平府當塗縣人，民籍，明朝政治人物。

## 生平
正德二年（1507年）丁卯科應天鄉試第十七名舉人，三年（1508年）中式戊辰科會試第二百九名，二甲第九十二名進士。授禮部精膳司主事，升員外郎，改祠祭司郎中，十五年（1520年）六月升浙江布政使司右參議，嘉靖三年（1524年）十二月升福建按察司副使，升廣西布政使司左參政。

## 家族
曾祖祝彥敬；祖父祝永祥；父祝賢，封禮部郎中。母徐氏。具慶下。子祝應麟。孫祝可仕，廣西按察司副使。